# Jamboree mondial de 1955

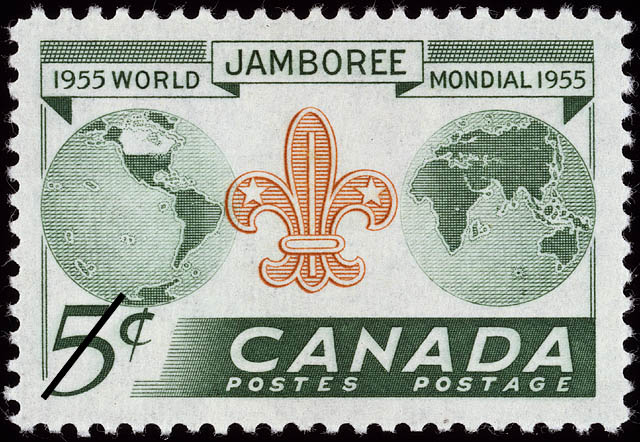
Timbre canadien émis à l'occasion du jamboree.

Le jamboree mondial de 1955 est le huitième jamboree scout. 
Il se tient du 18 au 28 août 1955 au Canada, à Niagara-on-the-Lake. C'est le premier jamboree organisé hors-Europe (jamboree des nouveaux horizons). Il rassemble un peu plus de 11 000 scouts de 71 pays, dont des scouts brésiliens venus en Jeep et des néo-zélandais qui ont voyagé 4 mois.
La délégation française compte 1100 scouts dont cinquante-huit scouts de la branche "extension".

## L'organisation du camp
- Le camp reçoit la première intervention de la télévision lors d'un jamboree.
- Durant le jamboree, toute la cuisine sera faite sur charbon de bois.
- Le jamboree reçoit la visite de l'ouragan Connie.